# Чарторыйский, Витольд Леон
Князь Витольд Леон Чарторыйский (10 февраля 1864 — 4 сентября 1945) — польский аристократ, член верхней палаты австрийского парламента.

## Биография
Представитель польско-литовского княжеского рода Чарторыйских. Единственный сын князя Ежи Константина Чарторыйского (1828—1912) и Марии Чермак (1835—1916). Родился 10 февраля 1864 года в городе Вайнхаус. Окончил Государственную гимназию в Ярославе, затем год изучал филологию, потом ещё три года учился в Полеводческой академии в Вене. Владелец земель полкинских над Саном (лесопилки, кирпичные заводы, конюшни), а также Конажева (познанского) и Белина (Малопольша). Над Саном также были земли других Чарторыйских (например, Изабеллы Дзялынской и Владислава Чарторыйского, троюродных сестры и брата его отца), собранные на протяжении предыдущих веков их общими предками.
21 февраля 1889 года во Львове Витольд Чарторыйский женился на Ядвиге Джедушицкой.
В 1903 году стал членом правления сахарного завода в Пшеворске, президент ланцутско-ярославского водного союза. Основывал охоронки, сельские школы, создал пенсионный фонд, спонсировал 17 римо- и греко-католических приходов. Был советником Рады Ярославского уезда (1891—1918), а также президентом этого Совета (1898—1904, 1910—1913) и вице-президентом (1910—1913). В 1912—1918 годах — советник Рады города Ярослав. С 1910 года президент Хозяйственного Общества во Львове, вице-президент Центральной организации земледельческих обществ в Варшаве, в 1906 году — Кружка землевладельцев (с 1918 года — Союз землевладельцев). Посол Галицкого сейма (1908—1914), президент клуба «Центр» (Środek), член полеводческой и школьной комиссий. С 1913 года — наследственный член высшей палаты австрийского парламента. В 1918 году Регенционный Совет назначил его комиссаром для Галичины. Сенатор Польской республики двух созывов (1922—1930).
Витольд Чарторыйский вёл также активную общественную и научную жизнь. Был членом правления Польской библиотеки в Париже, деятелем Общества народных университетов, членом экзаменационной комиссии Академии полеводства в Дублянах и Полеводческих студий в Кракове, президентом Высших земельных курсов в Львове (т. зв. Курсы Ежи Тарнауа). Соиздатель «Республики» и «Варшавянки», участник Католической Акции, член Марийского братства. Во время Второй мировой войны жил в имении в Полкинах, которое покинул в 1944 году и поселился у сына Станислава в Макуве-Подхаляньском. Автор публикаций «Дворцовый парк в Полкинах» (Park dworski w Pełkiniach), «Несколько слов об обрезании и хирургическое лечение деревьев» (Kilka słów o przycinaniu i leczeniu chirurgicznym drzew, 1929). Также писал для «Полевода» (Rolnik, 1908), «Народной газеты» (Gazeta Narodowa, 1912), «Кормильца» (Hodowcy), «Наездника» (Jeźdźca) и других. Умер 4 сентября 1945 года в Макуве-Подхаляньском.

## Семья и дети
У Витольда Чарторыйского была большая семья. Жена Ядвига Чарторыйская (Джедушицкая) родила ему 12 детей:
- Мария Анна (1890—1981),
- Анна Мария (1891—1951),
- Казимир Ежи (1892—1936), польский помещик, офицер Войска Польского, общественный деятель, в браке имел 8 детей
- Ежи Петр (1894—1969),
- Влодзимеж Альфонс[англ.] (1895—1975), хранитель Музея Чарторыйских в Кракове в первые годы после Второй мировой войны, был женат, трое детей
- Ян Францишек (1897—1944), монах ордена доминиканцев, затем священник этого же ордена, растрелян, причислен к лику святых,
- Роман Яцек (1898—1958), главный инженер, лесник и доктор биологических наук, был женат, 4 детей,
- Станислав Игнаций (1902—1982),
- Эльжбета (род.?, умер в 1904 г.),
- Адам Михал[англ.] (1906—1998), женат, четверо детей,
- Витольд Тадеуш (1908—1945),
- Петр Михал[англ.] (1909—1993), главный инженер, почетный доктор Ягеллонского университета, был женат на Анне Замойской, в браке родилось трое детей.